# Вишестеблієвська (станиця)
Вишестеблієвська — станиця в Темрюцькому районі Краснодарського краю. Центр Вишестеблієвського сільського округу.

## Географія
Населення — 4,2 тис. осіб. Розташована в центральній частині Таманського півострова, на березі лиману Цокур, за 30 км на південний захід від міста Темрюк.
Станція Вишестеблієвськая на залізниці Кримськ — Кавказ, початок ділянки завдовжки 22 км до мису Залізний Ріг, де на початку XXI століття був побудований термінал по перевалюванню аміаку.
Виноградарство. Дві винарні.
Вишестеблієвське поселення було засноване у 1794 році, як одне з перших 40 поселень Чорноморських козаків на Кубані.